# Камерун (залив)
Камерун (на френски: Golfe de Cameroun) е залив на Атлантическия океан (част от залива Биафра), край бреговете на държавата Камерун. Вдава се в сушата на 34 km, ширината на входа му е 15 km. Дълбочината му варира от 11 до 24 m, като в устията на реките изплитнява до 6 m и по-малко. Образуван е от общите устия на реките Камерун, Вури, Мунго, Мунгази и др., вливащи се в него. Бреговете му са ниски, заблатени, заети от мангрови гори и силно разчленени от второстепенни по-малки заливи (Мокишу, Мудека, Манока, Малимба и др.). В него са разположени множество ниски острови, най-голям от които е Манока (в югоизточната му част). Приливите са полуденонощни, с амплитуда до 1,6 m, а по време на отлив приливните течения достигат скорост до 10 km/h. На североизточния бряг на залива е разположено най-голямото камерунско пристанище – град Дуала.